# Roszczino (obwód penzeński)
Roszczino (ros. Рощино) – wieś (sieło) w Rosji, w obwodzie penzeńskim, w rejonie sierdobskim. W 2021 liczyła 1422 mieszkańców.